# 1977 en aéronautique
Chronologie de l'aéronautique
- 1973
- 1974
- 1975
- 1976
- 1977
- 1978
- 1979
- 1980
- 1981

Cet article présente les faits marquants de l'année 1977 en aéronautique.

## Événements

### Février
- 17 février : la société Beechcraft assemble le 10 000e exemplaire du Model 35 Bonanza.
- 18 février : la navette spatiale américaine effectue son premier vol porté sur le Shuttle Carrier Aircraft.

### Mars
- 27 mars : collision entre deux Boeing 747 à Tenerife (Espagne) ; l'accident fait 583 morts. C'est le plus grave accident aérien de l'histoire.

### Mai
- 3 mai : premier vol de l'avion expérimental américain à rotors basculant Bell XV-15 (en).
- 20 mai : premier vol du prototype de chasseur soviétique Soukhoï Su-27 Flanker.

### Juillet
- 25 juillet : premier vol de l'avion de course Aero Design DG-1.

### Août
- 12 août : premier vol plané de la navette spatiale américaine Enterprise, larguée depuis un Boeing 747 modifié.
- 20 août : lancement de la sonde interplanétaire américaine Voyager 2.
- 23 août : le cycliste Bryan Allen remporte le premier prix Kremer et inscrit le Gossamer Condor, un avion à propulsion humaine ultraléger, dans l'histoire de l'aviation.
- 31 août : le pilote soviétique Alexandr Fedotov établit un nouveau record du monde d'altitude à 37 650 m sur une version modifiée Mikoyan-Gourevitch MiG-25 baptisée Ye-266[1]. Il est toujours détenteur du record.

### Octobre
- 6 octobre : premier vol du chasseur soviétique Mikoyan-Gourevitch MiG-29 Fulcrum.

### Novembre
- le dernier SMB2 de l’escadron de chasse 1/12 Cambrésis accomplit son ultime vol, clôturant ainsi 19 ans de bons et loyaux services au sein de l’Armée de l’Air française.
- 23 novembre : lancement du premier satellite météorologique METEOSAT.

### Décembre
- 1er décembre : premier vol du démonstrateur de technologie furtive Lockheed Have Blue, qui servira à la conception du Lockheed Martin F-117 Nighthawk.
- 14 décembre : premier vol de l'hélicoptère lourd soviétique Mil Mi-26 Halo.
- 22 décembre : premier vol de l'avion de transport soviétique Antonov An-72.